# بييري ميشيل لاسوغا
بييري ميشيل لاسوغا (بالألمانية: Pierre-Michel Lasogga) وهو لاعب كرة قدم ألماني ولد في يوم 15 ديسمبر 1991 في مدينة غلادبيك في ألمانيا ويبلغ طوله 189 سم و من أبرز الأندية التي لعب فيها هي شالكه وباير 04 ليفركوزن ونادي هامبورغ والنادي العربي القطري ونادي الخور القطري.

## روابط خارجية
- بييري ميشيل لاسوغا على موقع الاتحاد الأوربي (الإنجليزية)
- بييري ميشيل لاسوغا على موقع قاعدة بيانات كرة القدم.إي يو (الإنجليزية)
- بييري ميشيل لاسوغا على موقع بيانات كرة القدم. دي إي (الألمانية)
- بييري ميشيل لاسوغا على موقع ليكيب (الفرنسية)
- بييري ميشيل لاسوغا على موقع Soccerway.com (الإنجليزية)
- بييري ميشيل لاسوغا على موقع عالم كرة القدم.نت (الإنجليزية)
- بييري ميشيل لاسوغا على موقع AS.com (الإسبانية)